# María del Carmen Betancourt y Molina
María del Carmen Betancourt y Molina (Los Realejos, Santa Cruz de Tenerife, 19 de diciembre de 1758-Puerto de la Cruz, Santa Cruz de Tenerife, 1824) fue una aficionada a la investigación desde niña. Elaboró junto con sus hermanos, Agustín de Betancourt y Molina y José de Betancourt y Castro, la máquina epicilíndrica, que presentaron ante la Real Sociedad Económica de Amigos del País de Tenerife, en 1778. Además, a ella se le debe la primera cinta de terciopelo tejida en la isla. Por otra parte, trabajó en los tintes naturales para telas, apostando por la modernización de la industria de la seda, gracias a su excelente conocimiento de los gusanos de seda. Por todo ello se le considera una pionera de la ciencia en Canarias. Ella fue una de las mujeres científicas más famosa de Tenerife.

## Biografía
Fue la tercera de once hermanos. Sus padres fueron Leonor de Molina y Briones, hija de los marqueses de Villafuerte, y Agustín de Betancourt y Castro, mayorazgo de su casa, caballero de la Orden de Calatrava y teniente coronel de los Reales Ejércitos. Su apellido desciende de Jean IV de Béthencourt, que participó en la conquista de Canarias, aunque éste nunca tuvo descendencia (su apellido siendo heredado por los nativos convertidos por él en Lanzarote y Fuerteventura). Su padre fue miembro fundador de la Real Sociedad Económica de Amigos del País de Tenerife en La Laguna. Precisamente en la recién creada Sociedad presentó en 1778 su primer diseño, una máquina epicilíndrica para entorchar seda, realizada en colaboración con su hermano Agustín de Betancourt y Molina.
A pesar de estar separados desde los veinte años, mantuvo con su segundo hermano,  el prestigioso ingeniero e inventor canario Agustín de Betancourt y Molina una relación epistolar continua. De hecho, ambos nacieron el mismo año, 1758, y también ambos murieron el mismo año, 1824. Durante toda su vida vivió en la casa familiar, implicada directamente en los problemas que generaba la industria de las manufacturas sederas y los intentos de mejorar la calidad y producción de esta práctica. Murió soltera en el Puerto de la Cruz.
Además de ser coautora de la máquina epicilíndrica,  presentó también a la Sociedad Económica de la Laguna, en 1779, el documento titulado Método económico para tintes de carmesí fino, que incluye dos recetas de tintes para la seda junto con unas muestras de tejido teñido siguiendo las indicaciones de las recetas.
En prácticamente todos los estudios relevantes sobre la industria de las manufacturas sederas en la isla de Tenerife se la ha considerado una monja clarisa de La Orotava pero se han presentado evidencias posteriores del error de tal afirmación. Muy probablemente su Memoria sobre la forma de obtener el color carmesí constituye la primera memoria científica firmada por una mujer en Canarias.
En marzo de 2018, el Gobierno de Canarias anunció la creación de una línea de subvenciones que lleva su nombre. El programa de apoyo a la investigación María del Carmen Betancourt y Molina tiene la finalidad de incentivar el protagonismo femenino en esta área.